# Jim McGee
James Richard McGee, detto Jim (Boyle, 3 giugno 1923 – Dublino, 4 novembre 1998), è stato un cestista irlandese.

## Carriera
Con l'Irlanda ha preso parte ai Giochi della XIV Olimpiade.